# Steven Houghton
Steven Houghton (Sheffield, 16 februari 1971) is een Britse popzanger en acteur.

## Biografie
Houghton, geboren in South Yorkshire County, volgde de Northern School of Contemporary Dance in Leeds na zijn afstuderen aan de middelbare school. Daarna verhuisde hij naar Londen en werkte daar als acteur in West End (Londen) o.a. in de musicals Miss Saigon, The Blood Brothers, Cats en Grease. Houghton ontving een Laurence Olivier Award-nominatie voor zijn rol in Spend, Spend, Spend. Hij speelde ook de rol van brandweerman Gregg Blake in de ITV-serie London's Burning van 1997 tot 1998. Eind 1997 brak hij door als zanger met het nummer Wind Beneath My Wings, dat Sheena Easton in 1982 opnam voor haar album Madness, Money and Music. In versies van Lou Rawls (1983), Lee Greenwood (1984), Bette Midler (1989) en Bill Tarney (1994) is het nummer meerdere keren in de hitlijsten verschenen. Houghtons opname steeg tot #3 in de Britse hitlijsten. In maart van het volgende jaar had hij opnieuw succes in Engeland met Truly, een coverversie van de Lionel Richie-hit uit 1982. Het nummer kwam echter niet verder dan de 23e plaats. Op het bijbehorende album, dat eind 1997 de Engelse hitlijsten en #21 bereikte, staan andere covers, waaronder nieuwe versies van Bill Withers' Ain't No Sunshine, The Hollies' The air that I breathe en Elton Johns Sorry Seems to Be the Hardest Word. Sinds 1998 werkt Houghton voornamelijk als acteur, b.v. in de serie Doctors, Bernard’s Watch en Coronation Street.

## Discografie

### Albums
- 1997: Steven Houghton

### Singles
- 1997: Wind Beneath My Wings
- 1998: Truly

## Filmografie

### Tv-series
- 1997/98: London's Burning (18 afleveringen als Gregg Blake)
- 1998/99: Bugs (10 afleveringen als Ed Russell)
- 1998: Robin Hood (1 aflevering als Capt. Barker)
- 2002: Holby City (1 aflevering als Scott Bridges)
- 2003–2017: DoctorsDoctors (3 afleveringen)
- 2004: Bernard's Watch (10 afleveringen als Ken)
- 2011: Doctors (1 aflevering als Brett Gray)
- 2011: Coronation Street (34 afleveringen als Jeff Cullen)

### Speelfilms
- 1991: Prisoner of Honor (als mannelijke prostituee)
- 1996: Indian Summer (als danser)